# Chuyến bay 2553 của Austral Líneas Áereas
Chuyến bay 2253 của Austral Líneas Aéreas là một chuyến bay nội địa theo lịch trình từ Posadas đến Buenos Aires của Argentina được khai thác bởi một chiếc McDonnell Douglas DC-9-32 đã bị rơi trên vùng đất của Estancia Magallanes, Nuevo Berlín, cách Fray Bentos 32 kilômét (20 mi; 17 nmi), Uruguay  vào ngày 10 tháng 10 năm 1997. Tất cả 74 hành khách và phi hành đoàn đều đã thiệt mạng. Tính đến nay, vụ tai nạn vẫn là vụ tai nạn chết người nhất trong lịch sử Uruguay.